# Trichorhina squamata
Trichorhina squamata là một loài chân đều trong họ Platyarthridae. Loài này được Verhoeff miêu tả khoa học năm 1926.